# No Wow
No Wow es el segundo álbum de la banda The Kills. Fue lanzado el 21 de febrero de 2005 por Domino Records. No Wow muestra una clara influencia de blues y post-punk.
El sencillo «Love is a Deserter» fue lanzado como una obra única y limitada obtenidos en varios canales de música. «The Good Ones» fue lanzado más tarde y llegó al número 23 en las listas británicas.

## Lista de canciones
Todas las canciones escritas y compuestas por The Kills. 
| N.º | Título                           | Duración |  |
| 1.  | «No Wow/Telephone Radio Germany» | 4:47     |  |
| 2.  | «Love is a Deserter»             | 3:48     |  |
| 3.  | «Dead Road 7»                    | 3:23     |  |
| 4.  | «The Good Ones»                  | 3:29     |  |
| 5.  | «I Hate the Way You Love»        | 3:37     |  |
| 6.  | «I Hate the Way You Love, Pt. 2» | 1:46     |  |
| 7.  | «At the Back of the Shell»       | 2:27     |  |
| 8.  | «Sweet Cloud»                    | 5:06     |  |
| 9.  | «Rodeo Town»                     | 4:24     |  |
| 10. | «Murdermile»                     | 4:25     |  |
| 11. | «Ticket Man»                     | 2:49     |  |